# Заговор мёртвых
«За́говор мёртвых» — советский немой чёрно-белый художественный фильм 1930 года режиссёра Семёна Тимошенко. Первый опыт киносценария для писателя Николая Тихонова, резко не принявшего фильм.
Фильм считается утраченным.

## Сюжет
Фильм не сохранился. В каталогах сюжет указан кратко: «Об обороне Петрограда питерскими рабочими в 1919 году». 
Киновед В. Турицын пишет, что фильм был решён как многоплановое эпическое полотно с вереницей ярких и выразительных эпизодов, складывавшихся на экране в широкую панораму времени.
Как указывалось в студийной записке к фильму: «элемент мелодрамы здесь вовсе отсутствует и замещен цепью более или менее эффектных аттракционов, имеющих политический смысл, отчасти и символический». По словам сценариста фильма Николая Тихонова — сценарий фильма был основан на реальных, исторических фактах:

Сценарий был настолько богат подробностями, что эти подробности никак не могли вместиться в фильм, я его так напихал сценами, что их снять Тимошенко никак не мог. В этом фильме говорилось и о походе на Петроград Юденича, и о заговоре в городе, и о жизни города, и о битвах, и о многом другом. Я просто задыхался от фактичности. Речь шла и о заседаниях назначенного для Петрограда нового правительства, и о вмешательстве англичан, которые высылали не только корабли в Финский залив, но и шпионов. Один из них работал в самом Петрограде, как говорится, меняя маски. Я ввел туда и Люндеквиста, военного специалиста, который работал в штабе армии, защищавшей Петроград. Он был в сговоре с Юденичем, у него было много помощников, с которыми он каждый день посылал через линию фронта военные сведения. Он и другие заговорщики были преданы суду.
Критиками отмечалась метафоричность фильма:

Фильм был прямым изображением исторических событий (борьба против Юденича), а вместе с тем метафорическим рядом, существовавшим в фильме параллельно ряду событийному, с патетическими и ироническими эпизодами.— Михаил Блейман
Метафоричность заметна даже только по сохранившемуся монтажному листу, эта метафоричность включена в реальный ход событий:

Патетическая метафора «Петроград, бей тревогу!» реализовывалась тысячами изъятых у внутреннего врага винтовок, гранат, пулемётов (конкретными тысячами: винтовок — 7000, патронов — 115000…) и завершалась эксцентрической деталью — образом шпиона, в страхе скончавшегося от выстрела по собственному отражению в зеркале. Эксцентрически поданная мечта Юденича о повернувшем вспять времени, перебитая реальным действием — рытьем окопов, переходила затем в поэтическую метафору: «Ройте под Пулковом могилу Юденичу!» А эксцентрический бег марионеточных фигурок следовал за финальной аллегорией предъявленного ко взысканию счета: «С кого получить, господа? Кто заплатит по счёту?»

## В ролях
- Леонид Кмит — матрос
- Пётр Вицинский — рабочий
- Николай Петров — английский шпион
- Давид Гутман — английский генерал
- Владимир Таскин — человек в обомотках
- Евгений Червяков — метродотель
- Пётр Кузнецов — предатель
- Пётр Кириллов — солдат
- Борис Бабочкин — красноармеец
- Георгий Семёнов — белый офицер

## Критика
Фильм был отнесён к неудачам режиссёра:

В фильме «Заговор мертвых» режиссёр отказался от разработки индивидуальных характеров. На экране действовали просто «красноармеец», «матрос», «рабочий», «белый офицер», «английский генерал». Режиссёр полностью подчинил судьбы людей хроникальному развитию событий и не сумел раскрыть темы обороны Петрограда в 1919 году.— История советского кино, Том 1, 1969 год
В журнале «Киноведческие записки» отмечается удача в выборе на роль метрдотеля — появляющегося всего на две минуты — в последней сцене фильма — Евгения Червякова:

Белоэмигранты пируют, ожидая падения красного Петрограда. Вот-вот генерал Юденич вступит на Невский проспект. Идет последнее пиршество, и в ожидании триумфа многие падают во хмелю на пол. Внезапно распахиваются двери, и в зал вступают две колонны официантов. Пьяных гостей убирают. Спокойной, уверенной походкой входит метрдотель. Это Червяков. Он обращается к притихшему собранию со словами: — Сегодня был славный бал. — С кого получить, господа? Кто заплатит по счету? Да, это впечатляющий выход. Кто, кроме Червякова, мог так сочетать элегантность и невозмутимость своего вполне реального персонажа с ощущением грозного Рока, Возмездия, то есть ирреального, символического существа!..
Крайне негативную оценку фильма — в части правдоподобия — дал его сценарист, писатель Николай Тихонов. Удивлённый тем, что фильм снят за короткий срок, он, посмотрев его, требовал переснять ряд эпизодов. Особенно его, участника Первой мировой и Гражданской войн (подмечено, что в сценарии он явно отразил и свой опыт — бывший гусар Тихонов вступил в Красную Армию именно в Петрограде и воевал с Юденичем), поразила некомпетентность в съемках сцен боёв — и он решительно настаивал на привлечении военного консультанта. Однако, сцены пересняты не были:

Я был новый человек в этом деле, конечно, но мне стало как-то немножко не по себе. Я ему говорю: — Слушайте, товарищ Тимошенко, но ведь этого не бывает! Например, посмотрите, как вы изображаете танки. Танк выходит на улицу Детского Села. Это английский танк, который служит Юденичу. Для того чтобы его подстрелить, вы ставите с четырёх сторон пушки, которые вы подкатываете прямо к нему. Но это непохоже на боевой эпизод. А потом посмотрите, что вы сделали из сцены битвы за Пулково? Даже сто лет назад, скажем, в эпоху Бородинского боя, артиллерия так не стреляла. А у вас она стоит колесо к колесу в виде рядов. Вам никто не поверит. Это придется вам переснять, потому что над вами будут смеяться.
А какого вы изобразили шпиона? Если бы ваш шпион, англичанин переодетый, вышел на улицу, он бы привлек внимание любого человека. Потому что он хромой, он одноглазый, черт его знает, какое вы чучело сделали из этого хитрого и ловкого человека, который был в действительности. Это тоже требует исправления.
После этого я уехал, и когда я вернулся осенью, этот фильм уже шёл, шёл со всеми выходящими последствиями. Тимошенко мне не внял, оставил совершенно неисправленным.
Фильм, несмотря на то, что он хранил известную правдивость и историчность, впечатление производить не мог.

## Дополнительно
Для театрального актёра Бориса Бабочкина — будущего известного Чапаева — роль в фильме была второй, и по его воспоминаниям многое дала ему для понимания игры в кино: «маленькая сцена с танком снова усилила мои сомнения относительно специфичности работы киноактёра и какого-то иного творческого метода, который необходим для кинематографического разрешения образа».